# 在日米軍再編
在日米軍再編（ざいにちべいぐんさいへん）とは、米国が、米軍配置を再検討し軍事戦略の転換を図る世界規模のトランスフォーメーション（米軍再編）の一環として、在日米軍の態勢や基地機能を再編成することである。

## 再編協議
1991年のソ連崩壊による冷戦終結や2001年9月11日のアメリカ同時多発テロ事件後の安全保障環境の変化、軍事技術の進歩に対応し、特に2001年以降、米国防総省は冷戦型の米軍配置を世界的に見直す作業の本格化に着手。その目的は、太平洋（東シナ海・北朝鮮・台湾海峡）からインド洋、中東（北アフリカ・カフカス含む）に連なるテロや大量破壊兵器の温床として米国が警戒する地域（「不安定の弧」と呼ぶ）に即応可能な指揮機能・後方支援機能を、在日米軍が自衛隊と共同して構築するところにある。米軍再編が急ピッチで進むに伴い、日米両政府は不安定の弧を焦点に、自衛隊と在日米軍の役割分担や、在日米軍基地の再編の見直しについて協議を重ねてきた。
日米両国は米国防総省で2005年10月29日（米国時間）、外務・防衛担当の4閣僚（日本側：外務大臣、防衛庁長官、米側：国務長官、国防長官）による日米安保協議委員会（2プラス2  - US-Japan SCC ）を開催し、在日米軍と自衛隊の再編についての基本的な考え方や当面の二国間の安全保障・防衛協力で態勢強化に不可欠な措置をまとめた中間報告「日米同盟: 未来のための変革と再編」 で合意、再編計画の大枠を決めた。報告書は、自衛隊と在日米軍の連携強化と、基地負担の軽減策を盛り込むと謳っている。
なお、「中間報告」という表現をめぐり、再編協議の米側交渉実務の責任者、国防副次官（アジア・太平洋担当）リチャード・ローレス (Richard Lawless ) は、日本政府の「中間報告」とする翻訳を否定。日米間の基本的な原則の合意であって、変更する計画はない（ありえない）としている。
不可欠な措置として合意された基地機能の移転について、移転先の各地住民は反対の声をあげ、中間報告の白紙撤回を求める動きが顕在化。自治体や住民に相談もなく頭越しの合意であったことや、日米の司令部の併存、基地の共同使用、相互運用などの軍事一体化により米軍の世界戦略に日本が組み込まれる懸念も高まり、移転先となった県では知事が反対を表明したり、嘉手納町議会、相模原市議会など、反対や白紙撤回を決議した地元議会もある。防衛庁長官・額賀福志郎は各自治体を相次いで訪問し、自治体首長に理解と協力を要請して説得に努めている。

## 主な合意内容

### 沖縄県
普天間飛行場
普天間飛行場を日本側に返還するために代替施設を2014年までにキャンプ・シュワブ海岸線陸上部と大浦湾海域にまたがった区域（名護市、辺野古沿岸案と呼ばれる）へ建設する。周辺集落上空を飛行ルートから外すため、2本の滑走路がV字状に設置される。各滑走路は1,600m（前後各100mのオーバーランを除く）となる予定。普天間飛行場は代替施設が完成した後、日本側に返還される。

第3海兵遠征軍
2014年までに、第3海兵遠征軍司令部、第3海兵師団司令部、第3海兵役務支援群司令部、第1海兵航空団司令部、第12海兵連隊司令部等約8,000人及びその家族約9,000人をグアムへ移転する。家族住宅を日本負担で約3,500戸建設する。グアムに建設される施設の整備費102.7億円のうち、日本側が60.9億円を支出する。
キャンプ桑江（キャンプ・レスター）
施設をキャンプ・フォスターに移設した上で全面返還。
キャンプ・フォスター
一部返還。
牧港補給地区（キャンプ・キンザー）
海軍関連施設を嘉手納弾薬庫へ、海兵隊関連施設をグアムへそれぞれ移設した上で全面返還。
那覇港湾施設
浦添埠頭地区に新施設を建設し移転する。その後、全面返還。
陸軍貯油施設（第1桑江タンク・ファーム）
全面返還。普天間飛行場代替施設の桟橋に貯油施設を建設する。
自衛隊
- 陸上自衛隊-キャンプ・ハンセンで訓練を行う。
- 航空自衛隊-嘉手納飛行場で日米共同訓練を行う。

### 神奈川県
キャンプ座間
キャンプ座間（相模原市、座間市）へ、2008年度までにアメリカ陸軍第1軍団（米ワシントン州）をUExに改編して移転。2012年度までに陸上自衛隊中央即応集団司令部も朝霞駐屯地から移転する。
チャペル・ヒル住宅地区のうち、1.1ヘクタールを住宅移設後に返還する。
相模総合補給廠
相模総合補給廠に戦闘指揮訓練センターを新たに建設する。
小田急電鉄多摩線を延伸し、鉄道と平行して道路を建設するため、2ヘクタールを返還。西側の野積場（52ヘクタール）のうち、15ヘクタールを返還。35ヘクタールを地元との共同使用（訓練・緊急時を除く）とする。
厚木飛行場
厚木基地へ岩国基地の海上自衛隊のEP-3等が移転する。

### 東京都
横田飛行場
航空自衛隊航空総隊司令部を米軍横田飛行場（福生市、立川市など5市1町）に移転し、第5空軍司令部と併置する。日米統合運用調整所が設置された。
日米両政府は横田空域の管制権返還、飛行場の軍民共同使用について検討する。

### 山口県
岩国飛行場
厚木基地の第5空母航空団（神奈川県横須賀基地を事実上の母港とする空母ロナルド･レーガン搭載の艦載機F/A-18E/F スーパーホーネット、EA-18Gグラウラー及びE-2D アドバンスドホークアイ飛行隊）を岩国基地に移転。2017年8月9日、移転を開始した。2018年3月30日、厚木から岩国基地への艦載機の移駐が完了した。
普天間飛行場の空中給油機KC-130ハーキュリーズは、飛行隊司令部・整備施設等とともに岩国飛行場へ移転する。海上自衛隊鹿屋基地（鹿屋市）、グアムへ定期的にローテーション展開する。

### 全国
嘉手納飛行場、三沢飛行場、岩国飛行場におけるアメリカ軍の航空機訓練を千歳基地（千歳市）、新田原基地（新富町）、百里基地（小美玉市）、小松基地（小松市）、築城基地（行橋市、築上町）、三沢飛行場（三沢市）の6基地の自衛隊施設で行う。

## 原子力空母の横須賀配備
中間報告とは別に日米政府は2005年10月27日、神奈川県横須賀市の米海軍横須賀基地で横須賀港を事実上の母港とする通常動力型空母キティホークの退役に伴い、後継としてニミッツ級原子力空母を2008年より配備することに合意した。シーファー駐日米大使が同日、外務大臣町村信孝との会談でこの決定を通告、外相はこのときに受け入れを承諾したとされた。同日の記者会見の質疑で外相は、それ以前に連絡はなかった、と言明していたからである。しかしその後、中日新聞（東京新聞）は11月12日、横須賀配備について一年以上前から日米で極秘裡に検討されていたと報じている。東京新聞の記事は、2004年夏から外務省と防衛施設庁それぞれ数人ずつの幹部に限定して受け容れ準備の検討をすすめていたとし、検討にあたって米国側から原子力空母寄港時には原子炉を停止すると説明を受けたこと、原子炉の安全確保のために浚渫（しゅんせつ - 海底をさらって土砂を取り除き水深を深くすること）が必要であると日本側が認識していたこと、原子炉停止時に必要となる給電設備の改修を米国側が要請していたこと、など具体的な検討内容を指摘している。
原子力空母配備の背景には、米国政府の世界的な米軍再編の一環として横須賀基地の重視の意図があったとされる。米国元国務副長官・アーミテージが過去の在日米軍再編協議の場で、横須賀基地（横須賀港）の恒久的な利用は米国にとっての重要課題であると強調してきた経緯があるためだ。
この合意に対し、訪米中の神奈川県知事・松沢成文は同日、「憤りを感じる。地元の意向が無視され、極めて遺憾だ」、「政府は地元の意向を尊重すると言うが、結局は一方的に地元に通告するだけだ。何のための日米交渉なのか全く分からない」、「原子力空母配備を当然と考えていたなら、なぜわれわれが（通常艦配備を）要望に行った段階でそう言わないのか」と取材陣に訴え、憤りの表情を隠さなかった。
また、訪米日程を終えた知事は、10月31日に知事を訪れた横浜防衛施設局局長から在日米軍再編の中間報告について説明を受けた際も、知事は「地元負担の具体的な軽減が見られない。厳しく交渉し、軽減を求めたい。国も応じる義務がある」と強い反発をあらわにした。
地元の横須賀市議会においても11月2日、臨時議会を開き、配備の日米合意撤回を求める意見書を保守系含め全会一致で採択し、外相に手交、首相には郵送したとされる。
一方、10月27日（配備通告の日）にシーファー大使から電話で通告を受けていた横須賀市長・蒲谷亮一は11月10日、赤坂の米国大使館で同大使と初面談、配備は納得しがたいと述べた。しかし大使は、原子力空母の配備しか現実的にあり得ないと市長に回答している。その足で外務省を訪れた市長は、これも初面談の外務大臣・麻生太郎に合意撤回の働きかけを求めたが、外相はすでに日米政府間で合意ずみだと回答して市長の要請を拒否、「地元の理解を得るよう最大限努力していく」と述べるにとどまった。
朝日新聞のインタビューに応じた松沢知事は11月23日付同紙で、米側に譲歩する可能性を求めて徹底的な交渉を国に求めてきたにもかかわらず、外務省は交渉すらせず、米国の決定を安全性の担保もなく二つ返事で承諾したと指摘、「許せない」と述べ、今後も横須賀市長と連携しながら徹底して配備に反対していく、とその決意を述べている。
米海軍は2005年12月2日（現地時間）、バージニア州ノーフォーク基地を2005年現在の母港としているニミッツ級原子力空母ジョージ・ワシントンを、キティホークの後継艦として横須賀基地へ配備するむね正式発表した (USN Story Number: NNS051202-06)。
神奈川県知事・松沢成文は、正式発表と外務省北米局からの通告について12月5日の記者会見で「アメリカ側も米軍側も、地域のコミュニティとはできるだけ仲良くお付き合いしたいと言っているわけですが、その言ってる割には、まだアメリカの大使館からも一切の説明もないと。これでは仲良くしたいしたいと言われても、説明すら来ていないというのは、私は国務省、アメリカ大使館、非常に怠慢だと思いますし、ちょっと失礼ではないかというふうに感じております」と米国の対応に不快感を表明。また知事が示唆した通常艦の可能性が残っている根拠について答え、「私は直接アメリカに行っても訴えましたし、議会の中ではまだそういう（通常艦配備の）意見も残っているということで、最後まで頑張ろうと、今、横須賀市長と相談しながら対応している」と現在の状況を説明、米国議会が「通常艦の延命、まあジョン・F・ケネディだけじゃなくてキティホークも含めて、延命策というのもあるんだというようなシグナルも日本側に送っている」との認識を明らかにし、外務省の一方的な対応を「極めて地方無視、失礼ですよね」と述べて批判した。
2006年6月14日、蒲谷市長は横須賀市議会の全員協議会で「原子力空母の受け入れもやむを得ない」と表明した。「唯一残っている通常型空母ジョン・F・ケネディは、空母としての肝心な機能が失われるほど損傷が著しいため、もはや日本と東アジアを守ることはできない」と麻生太郎外務大臣が断言したという理由で、それならば市民の安全を守り、市民に不安を与えないために、必要な体制整備等を日米両政府に強く求めていく、というものである。
これを受け松沢知事も、8月17日、原子力空母受け入れはやむを得ないと発表。理由として、通常型空母の配備の可能性が皆無なこと、原子力空母の安全性について日米両政府から最大限の見解が示されたことなどを挙げた。

## 岩国基地への空母艦載機部隊移転

### 空母艦載機移転を巡る背景
山口県岩国市の岩国基地は市街地に近接する基地であることから、これまでも騒音に対する苦情が多く寄せられていた。日本政府はこの状況を解決する策として、現在の岩国基地を約1km沖合に展開し滑走路を移設することを決め、1997年度（平成9年度）より事業に着手し、2010年5月に滑走路を移設した。
厚木基地周辺では1982年より空母艦載機の夜間離着陸訓練 (NLP)が実施され、 それに伴う騒音が問題視されており、騒音訴訟で防衛庁側は敗訴を重ねていた。一方岩国基地は、厚木に比較して防音工事の対象となる区域が遥かに小さく、地元自治体が基地沖の埋め立てを地元から要望し、政治的には強力な保守基盤で騒音訴訟もなく米軍に協力的であった。1998年頃より守屋武昌は数十回以上岩国商工会議所の会頭（当時）らと会合を持ち、岩国基地の拡張工事に加え、沖合にメガフロートの滑走路を建設し艦載機部隊とNLPの誘致を行う構想を練っていた。守屋らは積極的にこの構想を米側に持ちかけており、この動きは空母艦載機の岩国移転の伏線となった。
そのような状況の中で、2002年より日米間で正式に検討されることになった在日米軍の再編計画の中で、厚木基地（神奈川県綾瀬市、大和市）に配属されている空母艦載機57機などを岩国基地に移駐させる計画が浮上し、2005年10月29日の在日米軍再編計画の中間報告に於いてこのことが公表された。厚木基地周辺では従前より空母艦載機の夜間離着陸訓練 (NLP) に伴う騒音が問題視されており、政府としては沖合展開される岩国基地に移駐させることにより騒音問題の解決を狙った計画であった。この提案は日本側から行われたとし、事実米側は横須賀より離れた岩国への移転は不便をともなうものとし、「この計画を米側は「イワクニは日本側からの提案」との認識を示している。
岩国市にとっては空母艦載機の移転はそのままNLPが岩国で行われることになり、厚木基地周辺の騒音問題がそのまま岩国に持ち込まれるのではないかと危惧されることになった。事実、元防衛官僚の太田述正は仙台防衛支局長時代の2000年11月に米国総領事に岩国の沖合移設が終われば最もNLPに適した場所になるとするメモを提出したと証言し、そのメモを自身のブログに公開した。実際に沖合移設について1992年6月18日付きの防衛施設庁、広島防衛施設局、山口県、岩国市（署名者は岩国市基地対策担当部長）の合意議事録で山口県、岩国市は「将来とも受け入れざるを得ない」と回答している。この議事録の存在は2001年に明らかになったが、あくまで予算をつける為の方便であったとして国と県、市は協議し議事録に効力は無いことを確認した。2003年の日米審議官級協議では米側が岩国へのNLP実施を求めたが、結局2006年5月の最終協議では2009年7月までに実施場所を決定するということとなった。

### 住民投票に至るまで
在日米軍再編計画の中間報告を受けて、岩国への空母艦載機受け入れを明確に拒否するべきだとする井原勝介岩国市長（当時）と、空母艦載機の移転そのものは甘んじて受け入れた上で国から経済支援策を引き出すなどの条件闘争に転ずるべきだとする岩国市議会が対立した。膠着状態が続く中で、井原市長は岩国市住民投票条例（平成16年3月12日岩国市条例第2号）に基づく住民投票により、住民に米空母艦載機の岩国基地への移駐案受け入れの賛否を問うことを計画した。
このことは岩国市の合併前に旧市においてのみ行われるということもあり、議会のみならず合併相手となる周辺自治体からも井原市長のスタンドプレーではないかとの批判の声が上がった。しかし、井原市長としては住民投票を行うには旧市で行う必要があったことと、直接の利害関係者である旧市民の声を聞きたいとの判断により住民投票の実施を最終的に決断。2006年2月7日に岩国市に発議し、新市合併日（3月20日）の8日前である3月12日投開票と決まった。

### 住民投票における運動
住民投票の実施にあたっては住民の中からも、NLPによる騒音被害は問題である反面、米軍再編に伴う移住人口の増による経済効果も否定できないとして単純に賛成・反対を決断できないという声も多く聞かれた。また、米軍基地に肯定な人の中は「米軍基地の経済効果は否定しない。しかし、政府からの説明が少ない以上、これ以上の拡大は疑問」と政府の岩国市への対応に疑問を投げかける人が少なくなかった。
なお、住民投票条例の第12条には次のような文言がある。
住民投票は、投票した者の総数が当該住民投票の投票資格者数の2分の1に満たないときは、成立しないものとする。この場合においては、開票作業その他の作業は行わない。
このことから、岩国市議会や地元商工団体を中心とする空母艦載機受け入れ賛成派は住民投票そのものの不成立を狙い、「賛成に投票」ではなく「あえて投票に行かない」ことを主眼とした運動を行った。このため、住民投票告示後の選挙活動は「反対に投票」と「投票に行かない」という、いびつな対立構図となった。

### 住民投票の結果と波紋
2006年3月12日に行われた住民投票の結果、投票率は全有資格者の58.68%となり、住民投票は成立。その上で、空母艦載機受け入れに反対が43,433票となり、賛成（5,369票）を大きく上回るだけでなく、当日有資格者全体の過半数を占める結果となった。これを受けて井原市長は、空母艦載機受け入れ反対を正式表明した。また、これを受けて二井関成山口県知事も「（現時点では）地元の理解が十分得られておらず、県としても（空母艦載機移転を）容認できない」旨を表明した。
しかし、国全体の防衛政策に関わる在日米軍再編計画（と、それに伴う空母艦載機移転）についての問題が住民投票になじむのかという意見があり、住民投票結果を受けても在日米軍再編計画に影響はないのではないかという見方がある。また、周辺町村との合併により旧岩国市の条例であった住民投票条例そのものが消滅し、新市に於いて旧市の住民投票結果の効力そのものを疑問視する声もある。その一方で、投票の結果が当日有資格者の過半数による反対であったことは事実であり、この投票結果は重んじられるべきだとする声もあった。

### その後の動静
2006年4月23日に行われた合併後初の岩国市長選挙において、空母艦載機移転撤回を主張した井原勝介（旧岩国市長）が、空母艦載機移転受け入れを前提として国と協議すべきだと主張した自由民主党推薦の新人味村太郎候補らを破り当選した。これを受け、井原市長は改めて合併後の岩国市として空母艦載機移転に反対の態度を表明している。
一方で、在日米軍再編については2006年5月1日に日米両政府の間で空母艦載機部隊移転を含めた再編計画「再編実施のための日米のロードマップ」に合意。これを踏まえて二井山口県知事は「基本的に空母艦載機部隊移転には反対ではあるが、政府間合意が成された以上は国との協議には応じるべき」と柔軟な姿勢を見せつつある。一方で井原岩国市長（当時）は「在日米軍再編に対する市民の不安が払拭されていない」「空母艦載機部隊移転計画ありきでの協議には応じられない」と強硬な姿勢を崩していない。
その中で防衛施設庁は、在日米軍再編計画への地元の同意がないことを理由に、2005年より3年計画で予定されていた岩国市役所庁舎改築事業への国からの補助金を凍結し、2007年度予算に計上しなかった。米軍再編に防衛官僚として使命を持っていた守屋武昌事務次官の判断であった。このため、国からの補助に替え合併特例債を財源とした市庁舎改築事業の予算案を巡って岩国市議会が紛糾、岩国市の当初予算が6月定例議会でも成立しないという事態に陥った。国の強硬姿勢が明らかになったことで、岩国市と国との対立、さらには岩国市内部での対立が深まる様相を示していた。
その後、国と岩国市の協議が膠着状態となる中で、全ての周辺自治体が空母艦載機移転に反対していたうち、広島県大竹市の入山欣郎市長が2006年12月22日にこれまでの態度を一転させて、米空母艦載機部隊の移転受け入れを初めて表明した。久間章生防衛庁長官は入山に「この恩を肝に銘じる」と言って感謝した。周辺自治体が切り崩される中で岩国市当局は、2007年9月議会にも岩国市庁舎改築事業の財源の大半を合併特例債に切り替える補正予算を2度提案したが、在日米軍再編に同意し米軍再編交付金の受け入れを迫る議員が過半数を占める市議会がこれをいずれも否決した。一方で合併特例債の申請期限が迫っており、この状態が続くと歳入欠陥が発生する懸念があった。この状況を打開すべく井原は2007年12月26日、12月議会での通算5度目の予算案提案の際に「私の首と引き換えに予算を通してほしい」とし、市議会議長に辞職願を提出した。
その結果、2008年2月10日に在日米軍再編を争点とした出直し市長選が行われた。この選挙で、議会主流派が支持し在日米軍再編に関して国との条件交渉を求める新人の福田良彦（元自民党衆議院議員）が移転反対を訴えた前職の井原勝介を僅差で破り当選した。就任直後の移転容認表明は避けたものの、選挙結果を受けて国は「移転容認」を正式表明した段階で、当初の補助金に相当する額を支給できる新たな補助金を創設する予定としている。

### 基本情報
- 日米安全保障協議委員会（「2プラス2」）会合概要（外務省、2005年10月29日）
- 日米同盟：未来のための変革と再編（仮訳）（外務省、2005年10月29日。中間報告全文）
- 共同発表: 日米安全保障協議委員会（2005年2月19日）
- 日米安全保障協議委員会（「2プラス2」）会合概要（外務省、2000年9月11日）

### リソースサイト
- rimpeace 「追跡！在日米軍」
- <米軍岩国基地監視記録>cosmosページ／岩国の空から（米軍再編・関連ニュース記事あり）

### アーティクル
- 日米安全保障協議委員会（「2プラス2」）の合意（日本国際問題研究所、2005年11月7日）
- 参議院議員糸数慶子: 在日米軍再編協議に関する質問主意書（2005年9月28日）同答弁書（2005年10月7日）

### ニュース
- Yahoo!ニュース・トピックス: 在日米軍 - 日米安保 - 普天間基地移設問題